# Клубный чемпионат мира по футболу 2005
Клубный чемпионат мира по футболу 2005 года проходил в Японии с 11 по 18 декабря 2005 года.

## Обстановка
Турнир 2005 года был сыгран в результате объединения Межконтинентального кубка и разыгранного в 2000 году Клубного чемпионата мира. Первый из них был ежегодным турниром между чемпионами Европы и Южной Америки (начиная с 1960 года); второй — однократно сыгранным клубным чемпионатом мира.
В результате этого слияния турнир получился короче (прежний чемпионат длился 2 недели). Шесть клубов (по одному с каждой континентальной зоны) были приглашены на турнир.

## Регламент
Чемпионат был турниром на выбывание, где каждая команда играла 2 или 3 матча. Чемпионы четырёх «слабых» конфедераций встречались в четвертьфиналах; проигравшие разыгрывали матч за пятое место. Победители и чемпионы двух «сильных» конфедераций встречались в полуфиналах; проигравшие играли матч за третье место.

## Участники
| Аль-Иттихад        | Саудовская Аравия | Лига чемпионов АФК (2005)        |
| Ливерпуль          | Англия            | Лига чемпионов УЕФА (2004/05)    |
| Депортиво Саприсса | Коста-Рика        | Кубок Чемпионов КОНКАКАФ (2005)  |
| Аль-Ахли           | Египет            | Лига чемпионов КАФ (2005)        |
| Сан-Паулу          | Бразилия          | Кубок Либертадорес (2005)        |
| Сидней             | Австралия         | Клубный чемпионат Океании (2005) |

## Результаты

### Четвертьфиналы
| 11/12/2005 19:20 | \| Аль-Иттихад \| 1:0 (Отчёт) \| Аль-Ахли \| \| Нур 78′ \| Голы \| \| | Олимпийский стадион, Токио Зрителей: 28 281 Судья: Грэм Полл (Англия) |
| Аль-Иттихад      | 1:0 (Отчёт)                                                           | Аль-Ахли                                                              |
| Нур 78′          | Голы                                                                  |                                                                       |

| 12/12/2005 19:20 | \| Сидней \| 0:1 (Отчёт) \| Депортиво Саприсса \| \| \| Голы \| Боланьос 47′ \| | Тоёта, Тоёта Зрителей: 28 538 Судья: Тору Камикава (Япония) |
| Сидней           | 0:1 (Отчёт)                                                                     | Депортиво Саприсса                                          |
|                  | Голы                                                                            | Боланьос 47′                                                |

### Полуфиналы
| 14/12/2005 19:20            | \| Аль-Иттихад \| 2:3 (Отчёт) \| Сан-Паулу \| \| Нур 33′ · аль-Мунташари 68′ \| Голы \| Аморозо 16′ 47′ · Рожерио Сени 57′ (пен.) \| | Олимпийский стадион, Токио Зрителей: 31 510 Судья: Ален Сар (Франция) |
| Аль-Иттихад                 | 2:3 (Отчёт) | Сан-Паулу                                                             |
| Нур 33′ · аль-Мунташари 68′ | Голы | Аморозо 16′ 47′ · Рожерио Сени 57′ (пен.)                             |

| 15/12/2005 19:20   | \| Депортиво Саприсса \| 0:3 (Отчёт) \| Ливерпуль \| \| \| Голы \| Крауч 3′ 58′ · Джеррард 32′ \| | Международный стадион, Иокогама Зрителей: 43 902 Судья: Карлос Чандия (Чили) |
| Депортиво Саприсса | 0:3 (Отчёт)                                                                                       | Ливерпуль                                                                    |
|                    | Голы                                                                                              | Крауч 3′ 58′ · Джеррард 32′                                                  |

### Матч за 5 место
| 16/12/2005 19:20 | \| Аль-Ахли \| 1:2 (Отчёт) \| Сидней \| \| Мотеаб 45′ \| Голы \| Йорк 35′ · Карни 66′ \| | Олимпийский стадион, Токио Зрителей: 15 951 Судья: Тору Камикава (Япония) |
| Аль-Ахли         | 1:2 (Отчёт)                                                                              | Сидней                                                                    |
| Мотеаб 45′       | Голы                                                                                     | Йорк 35′ · Карни 66′                                                      |

### Матч за 3 место
| 18/12/2005 16:20            | \| Аль-Иттихад \| 2:3 (Отчёт) \| Депортиво Саприсса \| \| Каллон 28′ · Жоб 53′ (пен.) \| Голы \| Саборио 13′ 85′ (пен.) · Гомес 89′ \| | Международный стадион, Иокогама Зрителей: 46 453 Судья: Мохамед Геззаз (Марокко) |
| Аль-Иттихад                 | 2:3 (Отчёт) | Депортиво Саприсса                                                               |
| Каллон 28′ · Жоб 53′ (пен.) | Голы | Саборио 13′ 85′ (пен.) · Гомес 89′                                               |

### Финал
| 18/12/2005 19:20 | \| Сан-Паулу \| 1:0 (Отчёт) \| Ливерпуль \| \| Минейро 27′ \| Голы \| \| | Международный стадион, Иокогама Зрителей: 66 821 Судья: Бенито Арчундиа (Мексика) |
| Сан-Паулу        | 1:0 (Отчёт)                                                              | Ливерпуль                                                                         |
| Минейро 27′      | Голы                                                                     |                                                                                   |

## Бомбардиры
2 гола:
- Марсио Аморозо (Сан-Паулу)
- Питер Крауч (Ливерпуль)
- Мохаммед Нур аль-Хавсави (Аль-Иттихад)
- Альваро Саборио (Депортиво Саприсса)

## Награды
| Золотой мяч              | Серебряный мяч              | Бронзовый мяч                          | Игрок финала             |
| ------------------------ | --------------------------- | -------------------------------------- | ------------------------ |
| Рожерио Сени (Сан-Паулу) | Стивен Джеррард (Ливерпуль) | Кристиан Боланьос (Депортиво Саприсса) | Рожерио Сени (Сан-Паулу) |

«Фэйр- плей» — «Ливерпуль»

## Комментарии
Турнир имел успех, однако некоторые комментаторы говорили, что за исключением «Сан-Паулу» и «Ливерпуля», остальные клубы показали низкий уровень футбола, и лучше вернуться к формату Межконтинентального Кубка.